# Alsómocsolád
Alsómocsolád là một thị trấn thuộc hạt Baranya, Hungary. Thị trấn này có diện tích 13 km², dân số năm 2010 là 356 người, mật độ 27 người/km².